# Camp militaire Bobozo
Le Camp militaire Bobozo, également connu sous le nom d'académie militaire de Kananga, est une installation militaire située à Kananga, dans la province du Kasaï-Central, en république démocratique du Congo. Il porte le nom du général Louis de Gonzague Bobozo (1915 – juillet 1982), qui a servi comme commandant en chef de l'Armée nationale Congolaise de 1965 à 1972.

## Histoire
Le camp a été le théâtre de plusieurs événements notables au fil des ans. En 1998, une épidémie de méningite y a été signalée, avec 203 cas et 79 décès rapportés entre septembre et décembre de cette année. L'Organisation Mondiale de la Santé a fourni des vaccins et des antibiotiques pour contrôler la situation, qui a été maîtrisée par la suite.

## Initiatives récentes
Des efforts ont été déployés pour améliorer les conditions de vie au sein du camp. L'Organisation Internationale pour les Migrations (OIM) a mené un projet visant à réhabiliter 40 blocs d'habitation de sept logements chacun, ainsi que deux bâtiments du Foyer social, avec la construction de cinq latrines. Ce projet a bénéficié à 280 familles de militaires des Forces Armées de la République Démocratique du Congo (FARDC) résidant dans le camp, ainsi qu'aux populations avoisinantes.
En juillet 2024, le Fonds des Nations Unies pour la Population (UNFPA) a organisé une offre de services de planification familiale au sein du camp, démontrant un engagement envers la santé reproductive des résidents.

## Controverses
Le camp a également été mentionné dans des rapports sur les droits de l'homme. Le Département d'État des États-Unis a noté que des militants présumés ont été amenés au camp militaire Bobozo à Kananga, où ils auraient subi des mauvais traitements,.